# جان بریسون (فیلم‌نامه‌نویس)
جان برِیسون (انگلیسی: John Brason) یک کارگردان، نویسنده، فیلم‌نامه‌نویس و ویرایشگر فیلم‌نامه اهل بریتانیا است.
از فیلم‌ها یا مجموعه‌های تلویزیونی که وی در آن‌ها نقش داشته‌است می‌توان به ارتش سری اشاره نمود.